# Zobera
Zobera là một chi bướm ngày thuộc họ Bướm nâu.